# Sân bay Odense
Sân bay Odense (tiếng Đan Mạch: Odense Lufthavn, cũng gọi là Beldringe Lufthavn) (IATA: ODE, ICAO: EKOD) là một sân bay tại Odense, Đan Mạch. Sân bay này nằm ở làng Beldringe, phía bắc tây bắc của thành phố. Sân bay này đã được xây cho mục đích quân sự vào thập niên 1940 trong thời kỳ Đức chiếm đóng Đan Mạch.
Trước đây sân bay này phục vụ các chuyến bay nội địa đi Copenhagen, nhưng hãng Mærsk Air  đã thôi phục vụ tuyến này sau khi khai trương Cầu Storebælt. Chính quyền đã thôi quản lý trực tiếp sân bay này và việc quản lý và vận hành sân bay được chuyển cho một công ty TNHH. Kể từ ngày 1 tháng 1 năm 2007, sân bay này thuộc sở hữu của Odense (84,38 %), Nordfyn (12,94 %) và Kerteminde (2,68 %).
Sân bay này chỉ có các chuyến bay thường xuyên và mùa Hè. Năm 2006, bắt đầu có các chuyến bay đi miền bắc Italia và từ tháng 5 năm 2007 có các chuyến bay từ Odense đến Burgas, Bulgaria, Nîmes, Pháp. In 2007, the airstrip was extended to 2.000 meters.

## Các hãng hàng không và các điểm đến
- Cimber Air (Forlì, Béziers, Parma)

## Thông tin sân bay
Odense Lufthavn S.m.b.a.
Lufthavnsvej 131
DK-5270 Odense N
Đan Mạch